# Commedia galattica
Le Cronache dei mondi lontani (Chronicles of Distant Worlds in lingua originale), indicate in italiano come la Commedia galattica (dall'inglese The Galactic Comedy), sono una serie di tre romanzi scritti da Mike Resnick. Si compone di:
- Paradise: A Chronicle of a Distant World (1989), presentato in italiano come Paradiso remoto
- Purgatory: A Chronicle of a Distant World (1993), presentato in italiano come Purgatorio: storia di un mondo lontano
- Inferno: A Chronicle of a Distant World (1993), presentato in italiano come Inferno

I tre romanzi descrivo l'incontro di un'evoluta civiltà interplanetaria umana, indicata come la Repubblica, con altrettante civiltà aliene primitive, trasponendo in chiave fantascientifica le conseguenze del colonialismo britannico in Kenya, Zimbabwe e Uganda.
Nonostante esistano dei richiami nei tre romanzi che stabiliscono una loro sequenzialità, essi possono anche essere letti indipendentemente l'uno dagli altri.

## Storia editoriale
Paradise: A Chronicle of a Distant World è stato edito nel maggio del 1989 da Tor Books. È stato tradotto nel 1998 in francese e nel 2018, da Alessandro Vezzoli, in italiano.
Purgatory e Inferno sono stati entrambi editi nel 1993, sempre da Tor. Entrambi sono stati tradotti in italiano, rispettivamente da Nicoletta Vallorani e Maura Arduini, nel 1995 e in francese, nel 1995 e 2016 rispettivamente.
Nel 2003 i tre romanzi sono stati pubblicati in un unico volume dal titolo Mike Resnick's The Galactic Comedy da Farthest Star. Un'analoga edizione del 2016 in francese è stata intitolata L'infernale comédie.

## Paradiso remoto

Il Kenya

In Paradiso remoto, Mike Resnick traspone la storia coloniale e post-coloniale del Kenya.

### Trama
Il romanzo si sviluppa attorno alla figura del giornalista Matthew Breen, che riporta, attraverso una serie di interviste raccolte dopo l'indipendenza dalla Repubblica umana, gli eventi accaduti sul pianeta Peponi. Gli uomini che l'hanno scoperto e colonizzato, serbano il ricordo di un paradiso ormai lontano nel tempo. Totalmente opposta è invece l'opinione dei suoi abitanti autoctoni, che furono schiavizzati dagli uomini che giunsero sul pianeta e che subirono le conseguenze dell'introduzione di specie aliene e la conseguente devastazione dell'ambiente.
A guidare la rivolta degli indigeni fu Buko Pepon (trasposizione nel romanzo di Jomo Kenyatta), che invita Matthew Breen sul pianeta per valutarne lo stato dopo l'indipendenza. Breen può così fungere da testimone anche al periodo post-coloniale di Peponi e descrivere le difficoltà incontrate dalla nuova società.

### Edizioni
- Mike Resnick, Paradise: A Chronicle of a Distant World, Tor Books, 1989.
- Mike Resnick, Paradiso remoto, traduzione di Alessandro Vezzoli, Urania n° 1650, Milano, Arnoldo Mondadori Editore, 2018.

## Purgatorio: storia di un mondo lontano

Lo Zimbabwe

In Purgatorio: storia di un mondo lontano, Mike Resnick traspone la storia coloniale e post-coloniale dello Zimbabwe.

### Trama
Karimon è un pianeta florido, al confine dello spazio controllato dalla Repubblica. È abitato da una specie intelligente, evolutasi da esseri simili ai rettili presenti sulla Terra, la cui civiltà è ad un livello ancora primitivo e con un'organizzazione tribale.
All'inizio del racconto, sul pianeta sono presenti solo pochi esseri umani, tra questi il reverendo Andrew McFarley, che consiglia Jalanopi, re dei Tulabete (trasposizione nel romanzo di Lobengula, re dei Ndebele), la tribù più forte sul pianeta. Dai racconti del reverendo sulla società umana, Jalanopi si convince di poter solo trarre profitto dallo stringere legami più stretti con la Repubblica o con i suoi rivali, i Canforiti, visto che entrambi vorrebbero utilizzare le risorse minerarie ed agricole del pianeta. Tuttavia, Jalanopi, che aspira soprattutto ad entrare in possesso delle avanzate armi terrestri per sconfiggere le tribù nemiche del suo popolo, si ritiene sufficientemente astuto da poter ingannare i suoi interlocutori, facendo il doppio gioco con gli uni e con gli altri. In tal modo, invece, attira verso di sé l'ostilità di entrambi, che favoriscono l'insorgere di una guerra civile sul pianeta. Per far cessare la quale, Jalanopi è costretto a cedere alle richieste della Repubblica, che affida il pianeta a Violet Gardener (trasposizione di Cecil Rhodes), che plasma il pianeta secondo il suo volere.
Progressivamente la Repubblica muta il proprio atteggiamento predatorio nei confronti dei popoli indigeni e, su segnalazione del reverendo McFarley, interviene su Karimon prima per arrestare lo strapotere di Violet Gardener, e successivamente per ripristinare il diritto dei suoi abitanti ad autogovernarsi. Tuttavia, in conseguenza di ciò, tutti gli uomini vengono espulsi dal pianeta. 

### Edizioni
- Mike Resnick, Purgatory: A Chronicle of a Distant World, Tor Books, 1993.
- Mike Resnick, Purgatorio: storia di un mondo lontano, traduzione di Nicoletta Vallorani, Urania n° 1253, Milano, Arnoldo Mondadori Editore, 1995.
- Mike Resnick, Purgatorio: storia di un mondo lontano, traduzione di Nicoletta Vallorani, Urania n° 1652 (I capolavori), Milano, Arnoldo Mondadori Editore, 2018.

## Inferno

L'Uganda

In Inferno, Mike Resnick traspone la storia coloniale e post-coloniale dell'Uganda.

### Trama
Il cartografo Arthur Cartright - memore degli errori commessi altrove - intende estendere i benefici della civiltà umana a Faligor, senza imporre alcuna forma di sfruttamento del pianeta o della sua popolazione. Tuttavia, la scoperta di ingenti ricchezze minerarie, lo convince ad accelerare i tempi per evitare che altri uomini, fiutando l'affare, possano intervenire prepotentemente sul pianeta. Inoltre, per impedire che la popolazione locale sia utilizzata come manodopera malpagata, favorisce l'ingresso sul pianeta di una popolazione specificatamente adatta per lavorare nelle miniere, le "talpe".
Faligor prospera, tuttavia le elite politiche autoctone vorrebbero affrancarsi dal controllo della Repubblica. Sebbene Cartright non sia convinto, favorisce il processo che porta il monarca Robert August Tantram II, familiarmente Re Bobby (che richiama il personaggio storico di Re Mutesa II di Buganda), a diventare il primo presidente del pianeta indipendente. Tuttavia, alle prime elezioni, il rivale Barioke (Milton Obote) prende il potere, imponendo una prima cruenta dittatura al pianeta. In un colpo di Stato, il generale Gama Labu (Idi Amin) prende il posto di Barioke, risultando ancora più crudele del suo predecessore e causando un vero e proprio genocidio sul pianeta. La sconfitta in una guerra improvvisata con un pianeta vicino (che traspone in forma romanzata la guerra ugandese-tanzaniana), porta il Generale Labu a perdere il potere ed al ritorno di Barioke. Quest'ultimo viene infine sconfitto al termine di una sanguinosa guerra civile, che conduce James Krakanna (una figura ispirata sia a Yoweri Museveni che a Joseph Kony) ad acquisire il controllo di Faligor. Nella sua ribellione, Krakanna non si sarebbe fatto scrupoli nell'utilizzare bambini soldato, come già Joseph Kony fece in Uganda. Tuttavia, alla fine del conflitto nel quale Arthur Cartright perde la vita, Krakanna si rivela un governante corretto e rispettoso dell'identità del suo popolo.
Interessante nel romanzo è il personaggio di Susan Beddos, che esprime un punto di vista critico (quanto inascoltato) riguardo alle politiche di civilizzazione portate avanti da Cartright.

### Edizioni
- Mike Resnick, Inferno: A Chronicle of a Distant World, Tor Books, 1993.
- Mike Resnick, Inferno, traduzione di Maura Arduini, Urania n° 1257, Milano, Arnoldo Mondadori Editore, 1995.
- Mike Resnick, Inferno, traduzione di Maura Arduini, Urania n° 1654 (I capolavori), Milano, Arnoldo Mondadori Editore, 2018.